# Alsodeiopsis
Alsodeiopsis é um género com 20 espécies de plantas, pertencente à família Icacinaceae.

## Espécies seleccionadas
- Alsodeiopsis bequaertii De Wild.
- Alsodeiopsis chippii Hutch.
- Alsodeiopsis glaberrima Engl. ex Hutch. & Dalziel
- Alsodeiopsis holstii Engl.
- Alsodeiopsis laurentii De Wild.
- Alsodeiopsis manni Oliv.